# Ганзбург, Александр Ильич
Ганзбург Александр Ильич (13 июля 1903, Хорол, СССР — 11 мая 1984, Москва, СССР) — участник Великой Отечественной войны, начальник всех электромонтажных работ на Метрострое 30-х годов, начальник многих строительных трестов СССР.

## Ранние годы

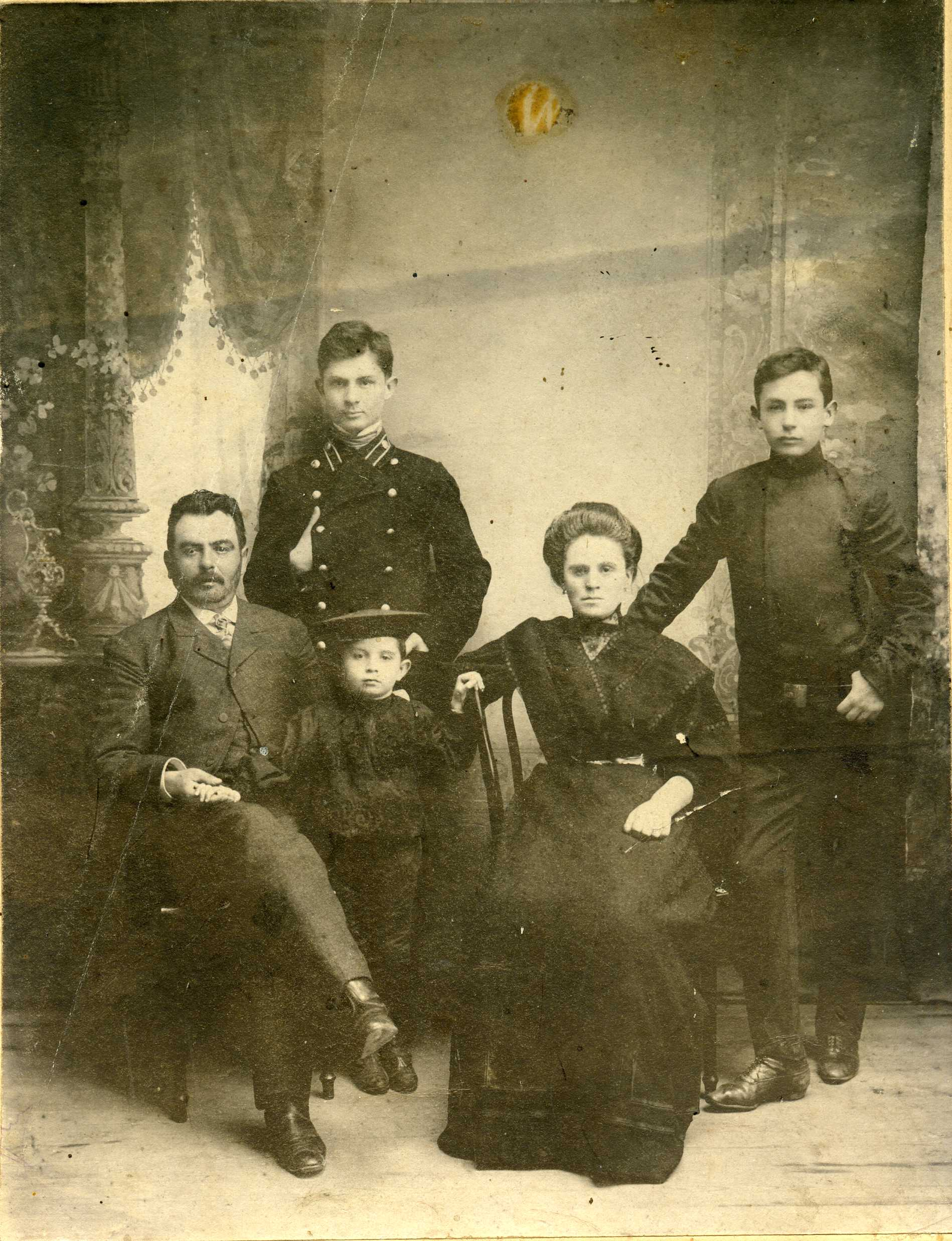
Г.Хорол, 1907 год, Ганзбург А. И.(в центре) с родителями и братьями.

Родился 13 июля 1903 года в городе Хорол, Полтавская область, Российская империя, в семье служащего-приказчика.
Александр Ильич был самым младшим среди трёх братьев.
Его отец — Ганзбург Илья, мать — Ганзбург Роза Моисеевна.
Также известно что в начале 20-х годов был участником отряда особого назначения № 7.

## Образование и довоенная работа

Вырезка из первого выпуска газеты Московский Метро от 15 мая 1935 года. Приказ о награждении работников по строительству метрополитена в Москве (Метрострой). Ганзбург А. И. под пунктом 3 в разделе Орден Красной Звезды

В 1923 году поступил на Рабочий факультет Московского высшего технического училища.
Окончив его, пошел работать на завод Искра.
В 1925 году поступил в институт народного хозяйства им. Г.Плеханова, где в 1930-м году получил диплом по циклу фабрично-заводского электрохозяйства ЭЛЕКТРОПРОМЫШЛЕННОГО факультета с квалификацией инженера-электрика.
С 16 июня 1931 году работал в «Электромонтаже» монтажным инженером.
В 1932 году был командирован прорабом на кузнецкий металлургический комбинат (Кузнецкстрой) на строительство коксохимического цеха, где проработал почти год.
В 1933 году работал в электромонтажном Бюро ВЭО при Днепрокомбинате.
С 1934 года работал на Метрострое, где занимал руководящие посты и заслужил высокие правительственные награды.
Александр Ильич являлся начальником электромонтажного отдела Электропрома на строительстве Московского Метрополитена.
30 декабря 1935 года был назначен начальником 2-й очереди Метро .
На основании постановления о награждении работников по строительству метрополитена в Москве (Метрострой) постановление центрального исполнительного союза ССР от 13 мая 1935 года
награждён орденом Красная Звезда .
Потом был назначен управляющим трестом «Электромонтаж».
В дальнейшем он занял должность первого заместителя начальника Главного управления энергетической промышленности Главэнергостроя , которую занимал почти год, пока не стал начальником Главного строительного управления Центра (Главнцетрстроя наркомата по строительству) .
Приказ был подписан народным комиссаром по строительству Гинзбургом С. З..

## Великая Отечественная война
С началом войны он занимает должность начальника 3-го управления военно-полевого строительства, которое находилось в Селижарово.
21 октября 1941 года был вызван в 4-е управление оборонных работ для получения нового назначения.
Далее 29 декабря командируется в Куйбышев, где 9 января 1942 года был назначен начальником 7-го управления военно-полевого строительства.
Но новое назначение оказалось недолгим. И вскоре он был вызван в Москву к начальнику инженерных войск генерал-майору Котляру Л. З..
И с 23 февраля 1942 года он назначается заместителем начальника 1-го управления оборонного строительства.
Под его управлением работы по возведению оборонительных сооружений проводились в Ярославской, Смоленской, Московской, Калининской и Тульской областях.
Он внес немалый вклад в укрепление обороны Москвы и других городов.
В марте 1942 года Ганзбург Александр Ильич попадает в боевую часть.
Он становится начальником политического отдела 246 стрелковой (Шумской) дивизии в звании старшего батальонного комиссара
.
Служил он в этой части по июль 1943 года.
За время службы вместе со своей дивизией Ганзбург Александр Ильич побывал на 3-х фронтах и в составе 2-х армий.
| Период службы             | Фронт       | Армия                                |
| ------------------------- | ----------- | ------------------------------------ |
| Март 1942- август 1942    | Калининский | 29                                   |
| Август 1942 — январь 1943 | Западный    | 29 — до 15.02.1943 С 15.02.1943 — 65 |
| Январь 1943 — июль 1943   | Центральный | 65                                   |

Боевой путь 29-й и 65-й армий, в состав которых входила 246 с.д . в период службы Ганзбурга Александра Ильича в её рядах:
29-я армия :

В начале февраля 1942 года в результате сильных фланговых контрударов противника армия была отсечена от главных сил фронта.
С напряженными боями ей пришлось вырываться из окружения.
В последующем, пополнив свой состав частью войск 31-й армии, армия продолжала вести оборонительные и наступательные бои.
В конце июля — августе 1942 года в ходе Ржевско-Сычевской операции (30 июля — 23 августа) она прорвала оборону противника восточнее городов Ржев, Зубцов, сковала крупные силы группы армий «Центр» и вынудила немецкое командование перебросить в район боев 12 дивизий с других участков советско-германского фронта.
31 августа 1942 года армия была включена в состав Западного фронта. В последующем её войска прочно обороняли занятые рубежи по левому берегу Волги.

65-я армия :

После завершения Сталинградской битвы армия в начале февраля 1943 года была выведена в резерв Ставки ВГК и затем передислоцирована на орловское направление в район Ольховатка, Хмелевое, Тифинское.
С 15 февраля 1943 года была включена во вновь созданный Центральный (с 20 октября 1943 года — Белорусский) фронт 2-го формирования и в его составе в феврале — марте наступала на севском направлении.
В Курской битве (5 июля — 23 августа) в период оборонительного сражения (5-23 июля) отражала удар противника из района Севска..

22 января 1942 года Ганзбургу Александру Ильичу было присвоено звание Подполковника.
25 июля 1943 года он убывает из части в распоряжение начальника Политуправления Центрального фронта генерал-майора Галалжева А.
В июле 1943 года отправлен на курсы усовершенствования командного состава инженерной академии им. Куйбышева.
В дальнейшем как действующий военный в свою часть он больше не вернулся.
9 декабря 1943 года Ганзбург Александр Ильич был отправлен в отставку.
К этому времени был подписан приказ о назначении его управляющим трестом «Донбассэнергострой» Главижэнерго.
На этой должности он работал до конца войны. Пока 14 августа 1945 года не был переведен на другую должность.

## Послевоенная карьера
После войны Александр Ильич занимал руководящие посты во многих трестах Советского Союза.
13 августа 1945 года был назначен управляющим трестом «Мосэнергострой» Главэнергостроя.
С 22 марта 1947 по 1951 год — заместитель управляющего треста ОРГРЭС.
С 21 мая 1951 по 1953 год — начальник управления строительства Карагандинской ГРЭС (Темиртау).
С 21 августа 1953—1955 год — заместитель главного инженера треста Армсеть.
С 14 декабря 1955 года по 24 марта 1957 года — начальник Вильнюсовского монтажного управления треста «Электромонтаж».
С 20 мая 1968 года по 31 декабря 1973 года — начальник СУ-54 треста МЭМ-3. До этого работал в тресте главным инженером.

## Семья
10 января 1927 года женился на Тентлер Розалии Даниловне (1905—1978).
6 декабря 1928 года родилась дочь Римма (1928—2004).
Умер в возрасте 80 лет 11 мая 1984 года в Москве. Урна с прахом захоронена в колумбарии на Ваганьковском кладбище

## Награды
Ордена:
- Орден Отечественной Войны 1 степени
- Орден Красной Звезды
- Орден Знак Почета
- 2 Ордена Трудового Красного Знамени

Медали:
- Медаль «За оборону Москвы»
- Медаль «За победу над Германией в Великой Отечественной войне 1941—1945 гг.»
- Медаль «За доблестный труд в Великой Отечественной войне 1941—1945 гг.»
- Медаль «Ветеран труда»
- Медаль «За доблестный труд» в ознаменование рождения Ленина
- Медаль «За доблестный труд в Великой Отечественной войне 1941—1945 гг.»
- Медаль «В память 800-летия Москвы»
- Медаль «Двадцать лет Победы в Великой Отечественной войне 1941—1945 гг.»
- Медаль «50 лет Вооружённых Сил СССР»
- Медаль «Ветеран труда»
- Медаль «Тридцать лет Победы в Великой Отечественной войне 1941—1945 гг.»
- Медаль «60 лет Вооружённых Сил СССР»